# Hartenstraat (film)
Hartenstraat is een Nederlandse speelfilm uit 2014.

## Verhaal
De film speelt zich af in de Negen Straatjes van Amsterdam. Iedereen lijkt op zoek naar de liefde, zoals rokkenjager Bas (Tygo Gernandt), de senioren Bep (Kitty Courbois) en Aart (Frits Lambrechts) en het stelletje Rein (Egbert-Jan Weeber) en Jacob (Sieger Sloot). Iemand die niet op zoek is naar de liefde, is Daan (Marwan Kenzari). Hij woont in de Hartenstraat, samen met zijn dochter Saar (Nadia Koetje). Hij runt hier zijn eigen zaak als traiteur. Naast zijn winkel wordt dan een modezaak geopend door Katje (Bracha van Doesburgh). Als vlak voor de opening de catering afbelt doet Katje een beroep op Daan, terwijl het elkaars tegenpolen zijn. Katje ziet echter wel iets in Daan, zeker nu haar eigen relatie met Thomas (Benja Bruijning) op knappen staat. Katje komt erachter dat Daan online aan het daten is en besluit hem anoniem een berichtje te sturen. Hij blijkt inderdaad wel interesse in 'Girl Next Door' te hebben via internet.

## Rolverdeling
| Acteur               | Personage         |
| -------------------- | ----------------- |
| Marwan Kenzari       | Daan              |
| Bracha van Doesburgh | Katje             |
| Nadia Koetje         | Saar              |
| Benja Bruijning      | Thomas            |
| Tygo Gernandt        | Bas               |
| Egbert-Jan Weeber    | Rein              |
| Sieger Sloot         | Jacob             |
| Susan Visser         | Mirjam            |
| Kitty Courbois       | Bep               |
| Frits Lambrechts     | Aart              |
| Georgina Verbaan     | Mara              |
| Gigi Ravelli         | Michelle          |
| Terence Schreurs     | Lotte             |
| Jan Kooijman         | Wesley            |
| Stacey Rookhuizen    | Inge              |
| Rifka Lodeizen       | Joke              |
| Diederik Ebbinge     | Ron               |
| Kees Boot            | Lucas             |
| Pepijn Lanen         | Rappe             |
| Leo Alkemade         | Kapper Nick       |
| Patrick Martens      | Presentator       |
| Noah Valentyn        | Rohit             |
| Hannah Hoekstra      | Joni              |
| Sanne Vogel          | Annabel           |
| Anne-Marie Jung      | Annet             |
| Mayday               | Mayday            |
| Pip Pellens          | klant van Daan    |
| Bob Stoop            | Dokter            |
| Liliana de Vries     | Laura             |
| Manuel Broekman      | Hipster           |
| Dio                  | Hipster           |
| Dirk Zeelenberg      | Roderick          |
| Olivia Stutterheim   | Kleine Katje      |
| Samuel Prins         | Barman            |
| Felice Bakker        | Moeder Jeremy     |
| Sanne Prins          | Look-a-like Katje |